# Santa María Matamoros
Santa María Matamoros är en ort i Mexiko.   Den ligger i kommunen San Juan Cotzocón och delstaten Oaxaca, i den sydöstra delen av landet, 400 km sydost om huvudstaden Mexico City. Santa María Matamoros ligger 489 meter över havet och antalet invånare är 303.
Terrängen runt Santa María Matamoros är kuperad österut, men västerut är den bergig. Runt Santa María Matamoros är det ganska glesbefolkat, med 24 invånare per kvadratkilometer. Närmaste större samhälle är Santa María Puxmetacán, 14,7 km öster om Santa María Matamoros. I omgivningarna runt Santa María Matamoros växer i huvudsak städsegrön lövskog.